# Heredia (Álava)
Heredia es un concejo del municipio de Barrundia, en la provincia de Álava, País Vasco (España).

## Toponimia
Existen diversas interpretaciones para el origen del nombre de la población. Una de ellas lo señala en el término heredium, en plural, que se traduciría como las propiedades patrimoniales, las herencias. Otros autores ven claro el origen antroponímico: Teredius. En cualquier caso, el término más antiguo documentado para referirse a la población es Deredia (Reja de San Millán, 1025) y en la segunda mitad del siglo XVI, en el euskera de la zona, se empleaba todavía la forma provista de la dental sonora, y también en el XVIII, tal como demuestra la microtoponimia.En Heredia tuvo su origen el apellido toponímico Heredia, documentado ya desde el siglo XIII. 

## Geografía física
Heredia está localizada en el norte de España, a unos 25 km de Vitoria, a 595 m de altitud y a orillas del río Zadorra. Se encuentra situada junto a una de las variantes alavesas del Camino de Santiago, tras haber sobrepasado el túnel de san Adrián y antes de dirigirse a Vitoria-Gasteiz. La localidad es atravesada por el Camino Real de las Postas.

### Ubicación
| Noroeste: Etura | Norte: Aspuru     | Nordeste: Narbaiza        |
| Oeste: Audicana |                   | Este: Zuazo de San Millán |
| Suroeste: Dallo | Sur: Ezquerecocha | Sureste: Gaceo            |

## Despoblados
Forman parte del concejo una fracción de los despoblados de:
- Andosqueta.[4]
- Helkeguren.[5]
- Kircu.[6]

Forma parte del concejo el despoblado de:
- Urdascay.[7]

## Historia

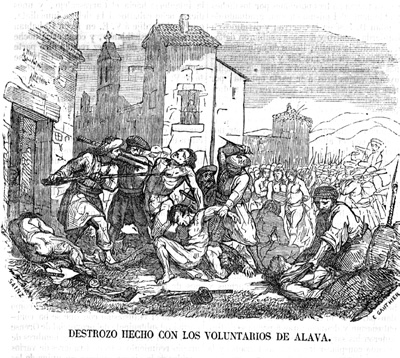
Grabado con los fusilamientos de Heredia

En esta localidad tuvieron lugar los fusilamientos de Heredia en el marco de la Primera Guerra Carlista.
Hacia mediados del siglo XIX, el lugar, ya por entonces perteneciente a Barrundia, tenía contabilizada una población de 194 habitantes. Aparece descrito en el noveno volumen del Diccionario geográfico-estadístico-histórico de España y sus posesiones de Ultramar de Pascual Madoz con las siguientes palabras:

HEREDIA: l. del ayunt. de Barrundia, en la prov. de Alava (Vitoria 3 leg.), aud. terr. de Burgos (21), c. g. de las Provincias Vascongadas, dióc. de Calahorra (16), y part. jud. de Vitoria (3): sit. en una llanura, clima sano combatido del viento N., y se padecen algunos constipados. Cuenta 45 casas, escuela de primera educacion frecuentada por 24 alumnos, y dotada con 20 fan. de trigo; igl. parr. (San Cristóbal), servida por 3 beneficiados perpetuos, de los cuales, uno obtiene título de cura; hay una casa fuerte, y para el abasto del público una fuente dentro y dos fuera de la poblacion, de aguas saludables, de las cuales es una sulfúrea y otra dulce ó comun. El térm. que confina N. Aspuru y Barrio; E. Salvatierra; S. Ezquerecocha, y O. Dallo: comprende las 4 ermitas (Santiago, Santa Cruz, Santo Toribio y San Martin); hay ademas una en el casco de la poblacion. El terreno es de buena calidad con un monte poblado de árboles; le atraviesa de E. á O. el r. Zadorra que tiene 2 puentes para su paso. caminos: los de Salvatierra, Ezquerecocha, Audicana y Aspuru, en mediano estado. prod.: trigo, maiz, mijo, legumbres y patatas: cria de ganado vacuno, caballar, cabrio y lanar: caza de perdices, codornices, liebres y sordas; pesca de anguilas y barbos. ind.: ademas de la agricultura, un molino harinero. pobl.: 42 vec., 194 alm. contr.: con su ayunt. (V.). Debe citarse aqui uno de los hechos mas lamentables que tuvieron lugar en la última guerra civil: en marzo de 1834 fueron sacrificados en Heredia, por los carlistas, 116 voluntarios de Alava que se habian entregado bajo palabra de que se les daria cuartel; antes de morir fueron despojados de sus vestidos, hasta quedar los mas sin camisa.
(Madoz, 1847, p. 170)

En 2022, tenía empadronados 75 habitantes.

## Demografía
| Gráfica de evolución demográfica de Heredia entre 2000 y 2017 |
|                                                               |
| Población de derecho según los censos de población del INE.   |

## Cultura

### Patrimonio material
- La Iglesia de San Cristóbal.  Portada del siglo XIII con arco apuntado y decoración geométrica y de rosetones. La puerta del templo conserva buenos herrajes. A la entrada, arriba a la izquierda, están representadas las armas de los Heredia. La iglesia es de planta rectangular con cabecera ochavada reforzada con contrafuertes. La nave consta de tres tramos cubiertos con bóvedas estrelladas. Las nervaduras rodean unas claves del siglo XVI pintadas con grisallas de grutescos. El retablo mayor fue realizado en dos fases entre finales del siglo XVI y el siglo XVII avanzado. Los retablos laterales son neoclásicos, del siglo XIX.[11][12][13][14]
- La ermita de San Bartolomé está ubicada en un alto al noroeste del pueblo. Hace también funciones de capilla del cementerio de la población. Tanto la ermita como su cofradía están documentadas ya en 1556. Presenta planta de cruz latina en dos naves y portada de medio punto. La espadaña es del siglo XVIII.[12][13][15]
- La torre de los Heredia. Aunque el edificio fue construido en el siglo XIII, lo que se conserva se encuentra muy desfigurado por sucesivas remodelaciones. Fue derribada en 1443 durante las guerras de bandos, aunque posteriormente se rehízo, ya que en el siglo XVII tenía sus cubos y fosos.[13][16]

### Patrimonio inmaterial

#### Festividades
- Heredia celebra sus fiestas patronales el día 10 de julio, San Cristóbal.[3]
- Fiesta de San Bartolomé, en la ermita del mismo nombre, el día 24 de agosto.[13]

## Rutas
Atraviesan la localidad  de Heredia la ruta verde del Camino Real de las Postas y la Gran Ruta Cicloturista de la Llanada Alavesa.